# Raphanus raphanistrum
Raphanus raphanistrum é uma espécie de planta com flor pertencente à família Brassicaceae com os nomes comuns de labrestos, saramago, ineixa, rapistro, rábano-bastardo e rábano-silvestre.
A autoridade científica da espécie é L., tendo sido publicada em Species Plantarum 2: 669. 1753.

## Portugal
Trata-se de uma espécie presente no território português, nomeadamente os seguintes táxones infraespecíficos:
- Raphanus raphanistrum subsp. landra - presente no Arquipélago dos Açores. Em termos de naturalidade é introduzida na região atrás referida. Não se encontra protegida por legislação portuguesa ou da Comunidade Europeia.
- Raphanus raphanistrum subsp. raphanistrum - presente em Portugal Continental, no Arquipélago dos Açores e no Arquipélago da Madeira. Em termos de naturalidade é nativa de Portugal Continental e do Arquipélago da Madeira e introduzida no Arquipélago dos Açores. Não se encontra protegida por legislação portuguesa ou da Comunidade Europeia. É conhecida popularmente como Saramago.